# Oscar Højlund
Oscar Winther Højlund (Copenaghen, 4 gennaio 2005) è un calciatore danese, centrocampista dell'Eintracht Francoforte.

## Biografia
Proviene da una famiglia di calciatori: è fratello dell'attaccante della nazionale danese Rasmus Højlund ed ha un gemello, Emil, che gioca nello Schalke 04; anche suo padre Anders ha giocato nella prima divisione danese.

## Carriera

### Club
Højlund ha iniziato la sua carriera calcistica nel settore giovanile dell'HUI assieme al gemello Emil, quando nel 2018 è stato è stato acquistato dal Copenaghen. Nel 2021 ha firmato il rinnovo del contratto fino al 2024.
Il 22 luglio 2023 ha fatto il suo esordio nel calcio professionistico nell'incontro di Superligaen vinto 2-1 contro il Lyngby. Il 2 settembre seguente è stato ufficialmente promosso in prima squadra.
Il 10 luglio 2024 viene acquistato dall'Eintracht Francoforte.

### Nazionale
Ha giocato nelle nazionali giovanili danesi Under-16, Under-17 ed Under-19.

## Statistiche

### Presenze e reti nei club
Statistiche aggiornate al 6 dicembre 2023.
| Stagione        | Squadra         | Campionato      | Campionato | Campionato | Coppe nazionali | Coppe nazionali | Coppe nazionali | Coppe continentali | Coppe continentali | Coppe continentali | Altre coppe | Altre coppe | Altre coppe | Totale | Totale | Totale |
| Stagione        | Squadra         | Comp            | Pres       | Reti       | Comp            | Pres            | Reti            | Comp               | Pres               | Reti               | Comp        | Pres        | Reti        | Pres   | Reti   |        |
| --------------- | --------------- | --------------- | ---------- | ---------- | --------------- | --------------- | --------------- | ------------------ | ------------------ | ------------------ | ----------- | ----------- | ----------- | ------ | ------ | ------ |
| 2023-2024       | Copenaghen      | SL              | 6          | 0          | CD              | 4               | 0               | UCL                | 8                  | 0                  |             | -           | -           | 17     | 0      |        |
| Totale carriera | Totale carriera | Totale carriera | 6          | 0          |                 | 4               | 0               |                    | 8                  | 0                  |             | -           | -           | 18     | 0      |        |